# Carlo Bertinazzi
Carlo Antonio Bertinazzi detto Carlino (Torino, 2 dicembre 1710 – Parigi, 6 settembre 1783) è stato un attore teatrale italiano.
Sposato con l'attrice francese Françoise-Suzanne Foulquier, si esibì al Théâtre de la comédie italienne dal 1742 fino al suo ritiro, interpretando con successo il ruolo di Arlecchino.
Tra le sue opere figurano Les Nouvelles métamorphoses d'Arlequin (una commedia in 5 atti del 1763) e Correspondance avec Clément XIV (la cui attribuzione è però incerta, in quanto considerata come opera apocrifa).
La razza canina del carlino deve a lui il suo nome, poiché l'attore indossava in scena una maschera nera e rugosa, molto simile al muso di questo cane.